# Гіперболічне дисконтування
В економіці гіперболічне дисконтування є непостійною моделлю відкладення дисконтування. Це один із наріжних каменів поведінкової економіки і його мозкова основа активно вивчається дослідниками нейроекономіці.
Відповідно до підходу дисконтованої корисності, міжчасовий вибір не відрізняються від інших варіантів, за винятком того, що деякі наслідки відкладаються, і, отже, їх необхідно передбачити та дисконтувати (тобто знову зважити, щоб врахувати затримку).
Враховуючи дві подібні нагороди, люди віддають перевагу тій, яка прибуває швидше, ніж пізніше. Кажуть, що люди «знижують» вартість пізнішої винагороди на коефіцієнт, який збільшується зі збільшенням тривалості затримки. У фінансовому світі цей процес зазвичай моделюється у формі експоненціального дисконтування, «несуперечливої» моделі дисконтування. З тих пір багато психологічних досліджень продемонстрували відхилення в інстинктивних перевагах від постійної ставки дисконтування, що передбачається при експоненційному дисконтуванні.
Відповідно до гіперболічного дисконтування, оцінки падають відносно швидко для більш ранніх періодів затримки (наприклад, відтепер до одного тижня), але потім падають повільніше для більш тривалих періодів затримки (наприклад, більше кількох днів). Наприклад, у ранньому дослідженні суб'єкти сказали, що їм було б байдуже отримати 15 доларів відразу чи 30 доларів через 3 місяці, 60 доларів через 1 рік чи 100 доларів через 3 роки. Ці байдужості відображають річні ставки дисконтування, які знизилися з 277 % до 139 % до 63 % через збільшення затримок. Це контрастує з експоненційним дисконтуванням, при якому оцінка падає на постійний коефіцієнт за одиницю затримки, а ставка дисконтування залишається незмінною.
Стандартний експеримент, який використовується для виявлення гіперболічної кривої дисконтування випробуваного, полягає в порівнянні короткострокових переваг з довгостроковими перевагами. Наприклад: «Ви б віддали перевагу долар сьогодні чи три долари завтра?» або «Чи б ви віддали перевагу долар за один рік чи три долари за рік і один день?» Стверджується, що значна частина випробовуваних візьме меншу суму сьогодні, але із задоволенням чекатиме один додатковий день у році, щоб замість цього отримати більшу суму. Особи з такими перевагами є описується як «упереджені до теперішнього часу».
Найважливішим наслідком гіперболічного дисконтування є те, що воно створює тимчасові переваги для невеликих винагород, які відбуваються раніше над більшими, пізнішими. Особи, які використовують гіперболічне дисконтування, виявляють сильну тенденцію робити вибір, який є суперечливим з часом — вони сьогодні роблять вибір, який їхнє майбутнє я воліло б не робити, незважаючи на те, що вони знають ту саму інформацію. Ця динамічна невідповідність виникає через те, що гіперболи спотворюють відносну цінність опцій із фіксованою різницею в затримках пропорційно тому, наскільки далекий вибір від цих параметрів.

## Спостереження
Феномен гіперболічного дисконтування прихований у «законі відповідності» Річарда Хернштейна, який стверджує, що, розподіляючи свій час або зусилля між двома невиключними, постійними джерелами винагороди, більшість суб'єктів розподіляють прямо пропорційно ставці та розміру винагороди від двох джерел, і в оберненій пропорції до їх затримок. Тобто вибір суб'єктів «відповідає» цим параметрам.
Після звіту про цей ефект у випадку затримки Джордж Ейнслі зазначив, що при єдиному виборі між більшою, пізнішою та меншою, швидшою винагородою, обернена пропорційність затримці буде описана графіком значення за затримкою, який має гіперболічна форма, і що коли перевага надається меншій, швидшій винагороді, цю перевагу можна змінити, збільшивши затримку обох винагород на однакову абсолютну величину. Дослідження Ейнслі показало, що значна кількість випробовуваних повідомили, що вони віддадуть перевагу 50 доларів відразу, а не 100 доларів за шість місяців, але НЕ віддадуть перевагу 50 доларів за 3 місяці, а не 100 доларів за дев'ять місяців, хоча це був той самий вибір, який спостерігався через 3 місяці. більшу відстань. Що ще більш важливо, ті суб'єкти, які сказали, що віддають перевагу 50 доларів США за 3 місяці до 100 доларів за 9 місяців, сказали, що вони НЕ віддадуть перевагу 50 доларів США через 12 місяців до 100 доларів США за 18 місяців — знову ж таки, ті самі варіанти на іншій відстані — показуючи, що перевага — ефект відвороту не залежав від збудження від негайного отримання винагороди. Це також не залежить від людської культури; перші висновки про зміну переваг були виявлені у щурів і голубів.
Багато наступних експериментів підтвердили, що спонтанні уподобання як людей, так і нелюдських суб'єктів слідують гіперболічній кривій, а не звичайній, експоненційній кривій, яка призведе до послідовного вибору з часом. Наприклад, коли їм пропонують вибір між 50 дол. США зараз і 100 дол. США через рік, багато людей виберуть відразу 50 дол. США. Проте, враховуючи вибір між 50 дол. США за п'ять років або 100 дол. США за шість років, майже кожен вибере 100 доларів за шість років, хоча це той самий вибір, який можна побачити на більшій відстані на п'ять років.
Було також виявлено, що гіперболічне дисконтування пов'язане з реальними прикладами самоконтролю. Дійсно, у ряді досліджень використовувалися показники гіперболічного дисконтування, щоб виявити, що люди, залежні від наркотиків, більше скидають відстрочені наслідки, ніж відповідні незалежні контрольні показники, що припускає, що екстремальне дисконтування затримок є фундаментальним поведінковим процесом при наркозалежності. Деякі дані свідчать про те, що патологічні гравці також знижують відстрочені результати вищими темпами, ніж відповідні контрольні. Наразі невідомо, чи високі показники гіперболічної знижки передують залежності, чи навпаки, наразі невідомо, хоча деякі дослідження повідомляють, що дискаунтери з високою ставкою частіше споживають алкоголь і кокаїн, ніж дискаунтери з нижчими ставками. Аналогічно, деякі припускають, що високошвидкісне гіперболічне дисконтування робить непередбачувані результати (ігри) більш приємними.
Ступінь дисконтування є життєво важливим для опису гіперболічного дисконтування, особливо у дисконтуванні конкретних винагород, таких як гроші. Дисконтування грошових винагород залежить від вікових груп через різну ставку дисконтування. Коефіцієнт залежить від низки факторів, зокрема від спостережуваного виду, віку, досвіду та кількості часу, необхідного для отримання винагороди.

## Математична модель

### Покрокове пояснення
Припустимо, що в дослідженні учасникам пропонується вибір: відразу взяти x доларів або взяти y доларів через n днів пізніше. Припустимо далі, що один учасник цього дослідження використовує експоненційне дисконтування, а інший — гіперболічне дисконтування. Обидва учасники знають, що вони можуть інвестувати гроші, які вони отримують сьогодні, в план заощаджень, який дає їм відсотки r. Обидва вони розуміють, що їм слід негайно взяти x доларів, якщо майбутня вартість плану заощаджень принесе більше ніж y доларів через n днів. Кожен учасник правильно розуміє основне запитання, яке ставиться: «Для будь-якої даної вартості y доларів і n днів, яка мінімальна сума x доларів, яку я повинен був би прийняти? Іншими словами, скільки доларів мені потрібно інвестувати сьогодні, щоб отримати y доларів через n днів?» Кожному знадобиться x доларів, якщо x більше, ніж відповідь, яку вони обчислюють, і кожному знадобиться y доларів через n днів, якщо x менше цієї відповіді. Однак методи, які вони використовують для обчислення цієї суми, і відповіді, які вони отримають, будуть різними, і тільки експоненційний дискаунтер використає правильний метод і отримає надійно правильний результат:
Експоненційний дискаунтер думає: «План заощаджень кожного дня додає до своєї вартості r відсотків вартості, яку він мав попереднього дня. Тому кожен день він множить свою вартість один раз на {\displaystyle (100\%+r\%)}. Отже, якщо я вважаю інвестиції протягом n днів, її вартість помножиться на цю суму в n разів, що зробить це значення {\displaystyle (100\%+r\%)^{n}} від того, що було на початку, тобто {\displaystyle (1+r\%)^{n}} разів що було на початку. Отже, щоб з'ясувати, скільки мені потрібно почати сьогодні, щоб отримати y доларів через n днів, мені потрібно розділити y доларів на {\displaystyle [1+r\%]n}.»
Гіперболічний дискаунтер, однак, думає: «План заощаджень кожного дня додає до своєї вартості r відсотків. Отже, через n днів він додає до своєї вартості {\displaystyle r*n} відсотків [Там криється помилка гіперболічного дискаунтера]. Щоб отримати y доларів через n днів, мені потрібно поділити y доларів на {\displaystyle [1+n*r\%]}.»
Оскільки n стає дуже великим, значення {\displaystyle (1+r\%)^{n}} стає набагато більшим за значення {\displaystyle [1+n*r\%]}, в результаті чого значення {\displaystyle y/[(1+r\%)^{n}]} стає набагато меншим за значення {\displaystyle y/[1+n*r\%]}. Отже, мінімальне значення x (кількість доларів у безпосередньому виборі), якого достатньо, щоб бути більшим за цю суму, буде набагато меншим, ніж думає гіперболічний дискаунтер, в результаті чого вони сприйматимуть значення x в діапазоні від {\displaystyle y/[(1+r\%)^{n}]} до {\displaystyle y/[1+n*r\%]} включно як занадто малий, і, як наслідок, нераціонально відхиляйте ці альтернативи, коли вони насправді є кращими інвестиціями.

### Офіційна модель
Гіперболічне дисконтування математично описується як
{\displaystyle g(D)={\frac {1}{1+kD}}\,}
де g(D) — це коефіцієнт знижки, який помножує вартість винагороди, D — це затримка винагороди, k — параметр що регулюють ступінь дисконтування (наприклад, процентна ставка). Це порівнюється з формулою експоненційного дисконтування:
{\displaystyle f(D)=e^{-kD}\,}

#### Порівняння
Якщо {\displaystyle f(D)=2^{-D}\,} є експоненційною функцією дисконтування, а {\displaystyle g(D)={\frac {1}{1+D}}\,} гіперболічна функція (з D числом тижнів затримки), тоді експоненціальне дисконтування через тиждень від «зараз» (D=0) дорівнює {\displaystyle {\frac {f(1)}{f(0)}}={\frac {1}{2}}\,}, а експоненціальна знижка на тиждень із тижня D дорівнює {\displaystyle {\frac {f(D+1)}{f(D)}}={\frac {1}{2}}\,}, що означає, що вони однакові. Для g(D), {\displaystyle {\frac {g(1)}{g(0)}}={\frac {1}{2}}\,}, що є те саме, що й для f, тоді як {\displaystyle {\frac {g(D+1)}{g(D)}}=1-{\frac {1}{D+2}}\,}. З цього видно, що два типи дисконтування однакові «зараз», але коли D набагато більше 1, наприклад 52 (один рік), {\displaystyle {\frac {g(D+1))}{g(D)}}\,} буде прагнути до 1, так що гіперболічне дисконтування тижня в далекому майбутньому буде практично нульовим, тоді як експоненційний коефіцієнт дисконту все ще дорівнює 1/2, тому існує все ще істотна знижка в далекому майбутньому.

### Квазігіперболічне наближення
«Квазігіперболічна» функція знижки, запропонована Лейбсоном (1997), наближає функцію гіперболічної знижки, наведену вище за дискретний час за допомогою
{\displaystyle f_{QH}(0)=1,\,}
і
{\displaystyle f_{QH}(D)=\beta \times \delta ^{D},\,}
де β та δ є константами від 0 до 1; і знову D — це затримка винагороди, а fQH(D) — коефіцієнт дисконтування. Умова f(0) = 1 означає, що винагороди, отримані в даний момент, не знижуються.
Квазігіперболічні переваги часу також називають «бета-дельта» перевагами. Вони зберігають значну частину аналітичної керованості експоненціального дисконтування, одночасно фіксуючи ключову якісну характеристику дисконтування за допомогою справжніх гіпербол.

## Пояснення

### Невизначені ризики
Раціональним є дисконтування майбутніх прибутків — і з якою швидкістю слід дисконтувати такі прибутки — значною мірою залежить від обставин. Наприклад, у фінансовому світі існує багато прикладів, коли розумно припустити, що існує неявний ризик того, що винагорода не буде доступна в майбутньому, і, крім того, цей ризик з часом зростає. Подумайте про те, щоб заплатити 50 доларів за вечерю сьогодні або відкласти платіж на шістдесят років, але заплатити 100 000 доларів. У цьому випадку ресторатору було б розумно знизити обіцяну майбутню вартість, оскільки існує значний ризик того, що вона може не бути сплачена (наприклад, через смерть ресторатора або закусочні).
Невизначеність цього типу можна кількісно оцінити за допомогою Байєсівський аналіз. Наприклад, припустимо, що ймовірність того, що винагорода стане доступною після часу t, є для відомого рівня небезпеки λ,
{\displaystyle P(R_{t}|\lambda )=\exp(-\lambda t),\,}
але ставка невідома тому, хто приймає рішення. Якщо попередня ймовірність розподіл λ є
{\displaystyle p(\lambda )=\exp(-\lambda /k)/k,\,}
тоді особа, яка приймає рішення, буде очікувати, що ймовірність винагороди після часу t дорівнює
{\displaystyle P(R_{t})=\int _{0}^{\infty }P(R_{t}|\lambda )p(\lambda )d\lambda ={\frac {1}{1+kt}},\,}
що саме є гіперболічною ставкою дисконту. Подібні висновки можна отримати з інших правдоподібних розподілів для λ.